# Salomon M. Trier

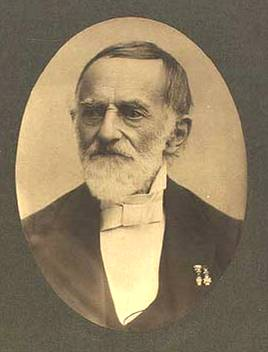
Salomon M. Trier.

Salomon Meyer Trier, född 29 mars 1804 i Köpenhamn, död där 7 mars 1894, var en dansk apotekare. Han var bror till Seligmann M. Trier.
Trier avlade 1825 farmaceutisk examen, erhöll 1827 privilegium på inrättandet av apoteket i Nysted, som han innehade til 1830, då han köpte apoteket i Kongens Lyngby. År 1840 fick han tillåtelse att inrätta ett filialapotek i Hørsholm, som han 1856 sålde tillsammans med apoteket i Kongens Lyngby. Efter att Danmarks Apotekerforening stiftats 1844 på hans initiativ, valdes han till ordförande och innehade denna post till 1872. År 1844 påbörjade han utgivningen av Danmarks första farmaceutiska tidskrift "Arkiv for Farmaci", vilken 1847 ombildades till "Arkiv for Farmaci og teknisk Kemi", vilken han redigerade tillsammans med P. Faber till 1850 och därefter ensam till sin död. År 1865 blev han medlem av den kommission som utarbetade gemensamma grundregler för de tre skandinaviska farmakopéerna, liksom han även var medlem av den kommission, som utarbetade Pharmacopæa Danica 1868. År 1856 utnämndes han till assessor pharmaciæ. År 1870 stiftades ett legat av danska apotekare till Triers minne.